# Koumbia (département)
Pour les articles homonymes, voir Koumbia.
Cet article concerne le département et la commune rurale. Pour le village chef-lieu, voir Koumbia (Koumbia).
Koumbia est un département et une commune rurale de la province du Tuy, situé dans la région des Hauts-Bassins au Burkina Faso.
En 2006, le dernier recensement comptabilisait 36 252 habitants.

## Villages
Le département et la commune rurale de Koumbia est administrativement composé de quatorze villages, dont le village chef-lieu homonyme (données de population consolidées issues du recensement général de 2006) :
- Bonsè (2 235 habitants)
- Djui (936 habitants)
- Dougoumato I (3 319 habitants)
- Dougoumato II (1 672 habitants)
- Gombélédougou (3 669 habitants)
- Kongolékan (2 744 habitants)
- Koumbia (7 728 habitants), chef-lieu
- Lopohin (1 719 habitants)
- Makognadougou (3 340 habitants)
- Man (1 341 habitants)
- Pê (2 731 habitants)
- Pohin (1 586 habitants)
- Sébédougou  (2 705 habitants)
- Waly (527 habitants)